# Joanna Wizmur
Joanna Maria Wizmur-Klimczuk primo voto Dziuba (ur. 17 czerwca 1957 w Sopocie, zm. 22 lutego 2008 w Warszawie) – polska reżyserka dubbingu, aktorka teatralna i dubbingowa, sporadycznie filmowa.

## Kariera
Ukończyła I LO w Sopocie. Absolwentka Państwowej Wyższej Szkoły Teatralnej im. Ludwika Solskiego w Krakowie.

### Aktorstwo
Debiutowała w 1981 roku na scenie Teatru Dramatycznego im. Aleksandra Węgierki w Białymstoku. Od 1987 do 1990 aktorka Teatru Dramatycznego w Warszawie. Autorka kreacji m.in. w Kubusiu Fataliście (reż. Zbigniew Zapasiewicz), Naszym mieście (reż. Maciej Prus) i wielu innych.
W 1990 wraz z grupą aktorów odeszła z Teatru Dramatycznego na znak solidarności z odwołanym dyrektorem Zbigniewem Zapasiewiczem. Zaangażowana do Teatru Syrena rozpoczęła karierę aktorki-monologistki.
Przyjmowała propozycje ról telewizyjnych i filmowych. Zagrała w filmie Ostatni dzwonek w reżyserii Magdaleny Łazarkiewicz i zaśpiewała utwór Miejcie nadzieję, który został użyty w ostatniej scenie tego filmu, ze słowami Adama Asnyka i muzyką Zbigniewa Preisnera. Zagrała Balbinę w serialu Pensjonat pod Różą.

### Dubbing
Dubbingiem zaczęła się zajmować na początku lat 90. Zbiegło się to z chwilą, w której koncern Disneya postanowił wydawać swoje filmy na wideo z polskim opracowaniem. Od sezonu 1996/1997 całkowicie zrezygnowała z pracy w teatrze, by oddać się wyłącznie działalności dubbingowej. Jej głos to m.in. Terk z Tarzana, siostrzeniec Hyzio z Kaczora Donalda, świnka Babe, Dexter z Laboratorium Dextera, Bart Simpson w kinowej wersji Simpsonów, Elroy z Jetsonów oraz Phoebe w polskiej wersji Przyjaciół.
Jako reżyser dubbingu dokonała tzw. „przewietrzenia szkoły Zofii Dybowskiej-Aleksandrowicz”, odchodząc od dogmatycznego traktowania tekstu oryginalnego.
Dewizą Joanny Wizmur był „dubbing bez dodatkowej kreski”. Uważała, że film animowany ze swojej natury wprowadza pewną sztuczność – umowną kreskę rysownika. W tej sytuacji polski głos postaci nie może wprowadzać dodatkowej sztuczności, łamiąc podręcznikowe kanony nakłaniała aktorów do celowego zapominania o poprawnej dykcji, żeby ich wypowiedzi brzmiały możliwie jak najbardziej naturalnie. Do tego samego namawiała też dialogistów, z którymi współpracowała. Najchętniej z Bartoszem Wierzbiętą. Wraz z nim stworzyła polskie wersje najpopularniejszych filmów animowanych (Shrek) i aktorskich (Asterix i Obelix: Misja Kleopatra). Przygotowana przez nią, a zrealizowana dźwiękowo przez Janusza Tokarzewskiego, wersja Shreka zrewolucjonizowała polski dubbing.
Pierwszym filmem pełnometrażowym wyreżyserowanym przez Joannę Wizmur z polskim dubbingiem był disnejowski Herkules, ostatnim – Na fali.

## Śmierć i upamiętnienie

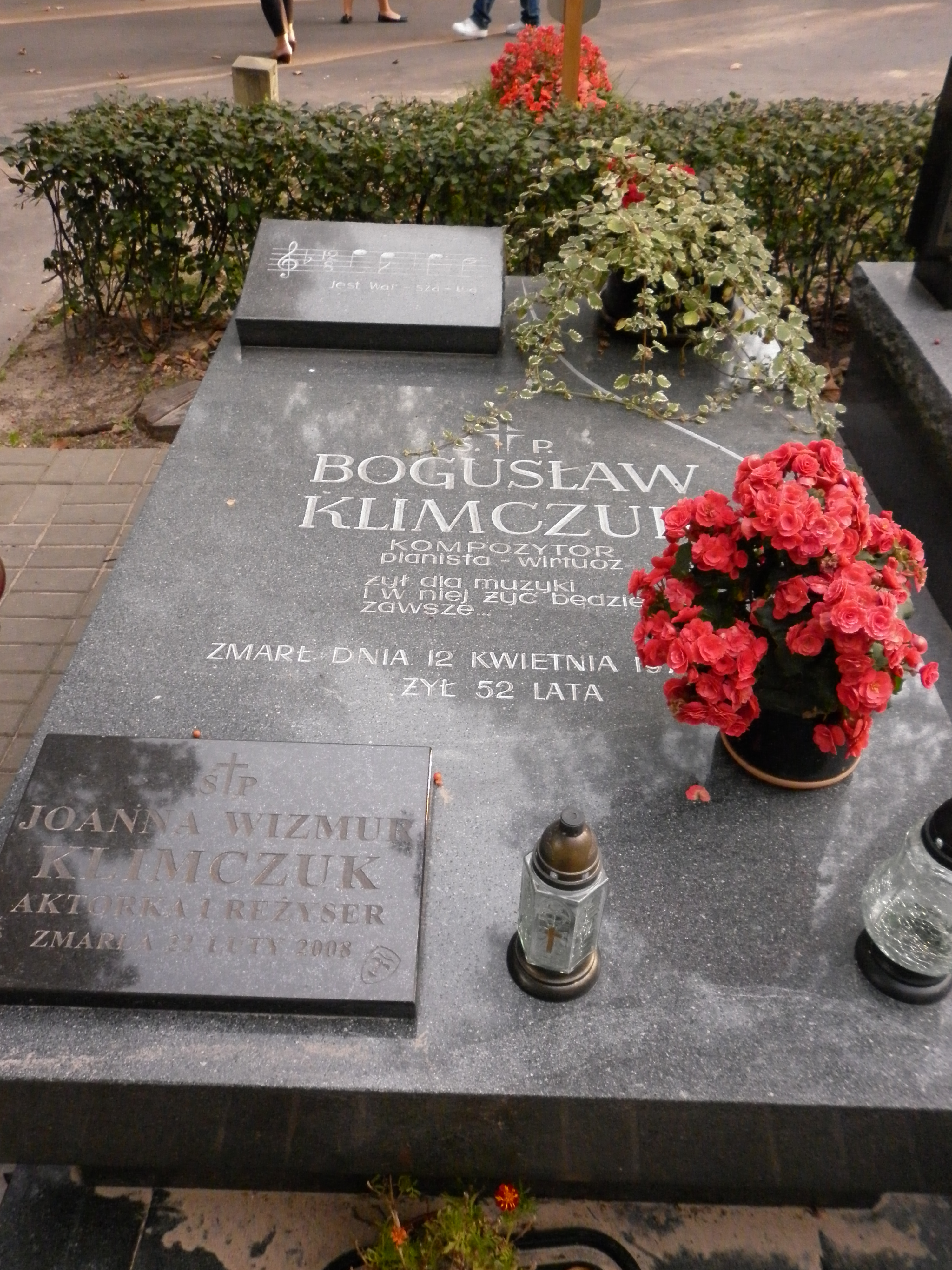
Grób Joanny Wizmur-Klimczuk na Cmentarzu Wojskowym na Powązkach

Zmarła 22 lutego 2008 w stołecznym Szpitalu na Solcu na skutek późno wykrytego raka. Została pochowana 28 lutego na Cmentarzu Wojskowym na Powązkach w Warszawie (kwatera C29-4-17).
W 2008 roku podczas VII Ogólnopolskiego Festiwalu im. Bogusława Klimczuka w Kozienicach po raz pierwszy została przyznana nagroda im. Joanny Wizmur za najlepszą interpretację aktorską.
Pamięci Joanny Wizmur poświęcona została polska wersja językowa filmu Kung Fu Panda, który miała wyreżyserować. Przed śmiercią zdążyła jedynie wybrać obsadę, zaś film ostatecznie wyreżyserowany został przez Elżbietę Kopocińską-Bednarek.

## Życie prywatne
Od 1992 związana była z Markiem Klimczukiem, z którym później wzięła ślub cywilny. Miała córkę z poprzedniego związku. Miłośniczka kultury i tradycji Zakopanego – miasta, z którego pochodzi jej rodzina i w którym spędziła nastoletnie lata swojego życia.

## Filmografia

### Aktorka
- 1978: Układ krążenia – uczennica technikum rolniczego (odc. 4)
- 1984: Dzień czwarty – siostra Barbary
- 1985: Temida – panna Gąsiorowska
- 1987: Wielkie oczy – sąsiadka pani Janki
- 1987: Kocham kino – Maria w młodości
- 1988: Męskie sprawy – Pelagia, prababka Gundzi
- 1989: Światło odbite – uczestniczka seansu psychoterapeutycznego
- 1989: Ostatni dzwonek – „Kobyła” Wolska
- 1989: Odbicia – Teresa, koleżanka Małgosi
- 1990: Armelle − Barbara (głos)
- 1992: Białe małżeństwo – kucharka
- 1995: Powrót do Wiklinowej Zatoki – Melania (głos)
- 1999: Wszystkie pieniądze świata – żona Hrehorowicza
- 2000–2001: Miasteczko – nauczycielka plastyki Wiesiołowska
- 2000–2001: Adam i Ewa – Agata Sobczak
- 2002–2005: Baśnie i bajki polskie – 
  - macocha (głos, odc. 4),
  - kostucha (głos, odc. 9)
- 2003: Miodowe lata – Marzena (odc. 111)
- 2004–2006: Pensjonat pod Różą – Balbina Barcik
- 2005: Boża podszewka II – kobieta w Juryszkach (odc. 5)
- 2006–2007: Miś Fantazy – Żaba Kapa Kapa (głos, odc. 1-7, 11)
- 2007: Hela w opałach – Stanisława Złota (odc. 34)
- 2007: Jutro idziemy do kina – właścicielka cukierni
- 2008: Glina – notariusz Gazicka (odc. 25)

### Reżyser dubbingu
- 1994: Asterix podbija Amerykę
- 1996: Głupi i głupszy
- 1996: Opowiastki z krypty
- 1996: Córka d’Artagnana
- 1996: Kosmiczne wojny
- 1996: Dolina paproci
- 1997: Aladyn i król złodziei
- 1997: George prosto z drzewa
- 1997: Herkules
- 1998: Flubber
- 1998–2003: Timon i Pumba
- 1998–2004: Johnny Bravo (odc. 1-26)
- 1998: Mulan
- 1998: Piękna i Bestia. Zaczarowane święta
- 1998: Pierwsze święta misia Yogi
- 1999: Dawno temu w trawie
- 1999: Babe: Świnka w mieście
- 1999: Król lew II: Czas Simby
- 1999: Piękna i Bestia. Zaczarowany świat Belli
- 1999: Wielki Joe
- 1999: Księżniczka Nilu
- 1999: Tarzan
- 1999: Inspektor Gadżet
- 2000: Toy Story 2
- 2000: Miś Yogi i czarodziejski lot Świerkową Gęsią
- 2000: Kocia ferajna w Beverly Hills (druga wersja dubbingowa)
- 2000: Nowe szaty króla
- 2000: Król sokołów
- 2000: Dinozaur
- 2000: Droga do El Dorado
- 2000: Tygrys i przyjaciele
- 2000: Uciekające kurczaki
- 2001: 102 dalmatyńczyki
- 2001: Aladyn: Powrót Dżafara
- 2001: Potwory i spółka
- 2001: Zakochany kundel II: Przygody Chapsa
- 2001: Spirited Away: W krainie bogów
- 2001: Shrek
- 2001: Mali agenci
- 2001: Atlantyda. Zaginiony ląd
- 2002: Piękna i Bestia (druga wersja dubbingowa)
- 2002: Asterix i Obelix: Misja Kleopatra
- 2002: Planeta skarbów
- 2002: Kubuś Puchatek: Puchatkowego Nowego Roku
- 2003: Mali agenci 2: Wyspa marzeń
- 2003: But Manitou
- 2003: Kubusiowe opowieści
- 2003: Pinokio
- 2003: Prosiaczek i przyjaciele
- 2003: 8. Mila
- 2002: Lilo i Stich
- 2003: Atlantyda: Powrót Milo
- 2003: Stich: Misja
- 2003–2004: Legenda Tarzana
- 2003: Małolaty u taty
- 2003: 101 dalmatyńczyków II. Londyńska przygoda
- 2003: Gdzie jest Nemo?
- 2003: Baśniowy świat 4
- 2003: Baśniowy świat 2
- 2004: Baśniowy świat 1
- 2004: Mali agenci 3D: Trójwymiarowy odjazd
- 2004: Mój brat niedźwiedź
- 2004: Zapłata
- 2004: Król lew 3: Hakuna matata
- 2004: Baśniowy świat 6
- 2004: Rogate ranczo
- 2004: Shrek 2
- 2004: RRRrrrr!!!
- 2004: Mickey, Donald, Goofy: Trzej muszkieterowie
- 2004: Barbie jako księżniczka i żebraczka
- 2004: Rybki z ferajny
- 2004: Wymiar Delta
- 2004: Mulan II
- 2004: Mickey: Bardziej bajkowe święta
- 2004: Thunderbirds
- 2005: Kubuś i Hefalumpy
- 2005: Bambi (druga wersja dubbingowa)
- 2005: Barbie z Wróżkolandii
- 2005: Przygody Lisa Urwisa
- 2005: Obcy z głębin
- 2005: Madagaskar
- 2005: Lilo i Stich 2: Mały feler Sticha
- 2005: Tarzan 2: Początek legendy
- 2005: Charlie i fabryka czekolady
- 2005: Ruchomy zamek Hauru
- 2005: Wallace i Gromit: Klątwa królika
- 2005: Pingwiny z Madagaskaru: Misja świąteczna
- 2005: Barbie i magia pegaza
- 2005: Kurczak Mały
- 2005: Nowe szaty króla 2
- 2006: Mokra bajeczka
- 2006: Bambi II
- 2006: Niania
- 2006: Czerwony Kapturek – prawdziwa historia
- 2006–2007: Młodzi Tytani (odc. 27-52)
- 2006: Asterix i wikingowie
- 2006: Pamiętniki Barbie
- 2006: Straszny dom
- 2006: Mój brat niedźwiedź 2
- 2006: Barbie i 12 tańczących księżniczek
- 2006: Po rozum do mrówek
- 2006: Sezon na misia
- 2006–2007: Przygody Timmy’ego (odc. 1-26)
- 2007: Artur i Minimki
- 2007: Smocze wzgórze
- 2007: Rodzinka Robinsonów
- 2007: Shrek Trzeci
- 2007: Na fali
- 2007: Moi przyjaciele – Tygrys i Kubuś
- 2007: Kod Lyoko (odc. 61-65, P1-P2)
- 2007: Magiczna kostka
- 2007: Pada Shrek
- 2008: Ufolągi (odc. 40, 43-44, 48-52)
- 2008: Kung Fu Panda (obsada; in memoriam)

### Polski dubbing
- 1988: O księżniczce Jutrzence i latającym szewcu – córka czarownicy
- 1991–1993: Kacze opowieści (pierwsza wersja dubbingowa) –
  - Hyzio,
  - owieczka (odc. 52)
- 1991: Kacze opowieści. Poszukiwacze zaginionej lampy – Hyzio
- 1991–1992: Leśna rodzina –
  - Scarlet Lisiasta,
  - Rozalia Szarymiś,
  - pani Szopowa,
  - Babcia Miś (odc. 2b),
  - Charlie (odc. 3a),
  - Buddy Brązowy Miś (odc. 3b),
  - Lester Mysz (odc. 4b),
  - babcia Perełka (odc. 5b)
- 1991–1994: Chip i Dale: Brygada RR –
  - wilczyca Harriet (odc. 25),
  - diabeł tasmański zmieniony w królika (odc. 25),
  - głos z gry komputerowej (odc. 27),
  - nietoperzyca Foxy (odc. 46),
  - kotek Bucik (odc. 65)
- 1991: Ulisses 31 – Czarodziejka (odc. 5)
- 1991–1998: Łebski Harry – 
  - Iggy,
  - babcia Iggy’ego,
  - Józefina (odc. 19a)
- 1992: Wesoła siódemka – kot Tobby
- 1992–1995, 1998: Troskliwe Misie – Dusia
- 1993–1996: Smerfy – Złośnik (sezony 5-6 i 8, częściowo w 7)
- 1994: Powrót króla rock and „rulla” – Goldie[4]
- 1994: Dzielny Agent Kaczor (pierwsza wersja dubbingowa) –
  - Kwacia Tapmajer-Mallard,
  - Kluch Poplątaniec
- 1994: Asterix podbija Amerykę – 
  - Chłopiec,
  - Panacea (Falbala)
- 1994–1995: Miasto piesprawia – Rosie
- 1994–1995: Przygody Myszki Miki i Kaczora Donalda (pierwsza wersja dubbingowa) –
  - Hyzio,
  - automatyczna niania (odc. 22b),
  - żona George’a (odc. 39a)
- 1995: Widget – Widget (odc. 37-65)
- 1995: Niekończąca się opowieść III: Ucieczka z krainy Fantazji – mały Pożeracz Skał
- 1995: Rodzina Addamsów – Pugsley Addams
- 1995–1999: Iron Man: Obrońca dobra – Wanda Frank / Scarlet Witch (sezon I)
- 1995–1997: Spider-Man (pierwsza wersja dubbingowa) – por. Terri Lee
- 1995: Kacper – Carrigan Crittenden[5]
- 1996: Babe – świnka z klasą – świnka Babe
- 1996–1997: Myszka Miki i przyjaciele –
  - Hyzio,
  - małpa (odc. 3b),
  - Prosiaczek Piotr (odc. 10b),
  - czarownica (odc. 25b),
  - papuga (odc. 32a)
- 1996: Stanley i Iris – Iris
- 1996: Oakie Doke – Rudzik
- 1996: Dinusie – Marshall
- 1996: Żukosoczek – Ginger[6]
- 1996: Goofy na wakacjach –
  - panna Maples,
  - kelnerka
- 1996–2001: Przyjaciele – 
  - Phoebe Buffay,
  - Urszula Buffay
- 1996: Złodziej z Bagdadu – niania
- 1996–1998: Maska – Wilhelmina (odc. 12)
- 1997: Rover Dangerfield –
  - kura,
  - suczka z trupy Carminy,
  - jeden z synów Rovera
- 1997: Księżniczka łabędzi II: Tajemnica zamku (pierwsza wersja dubbingowa) – Bridget
- 1997: Zakochany kundel (druga wersja dubbingowa) – Peg
- 1997–1998: Świat Bobbiego – Bobby Generic
- 1997: Jeszcze bardziej zgryźliwi tetrycy – organizatorka wesel
- 1998: Anastazja (pierwsza wersja dubbingowa) – Sofia „Sophie” Stanisławowna Somorkow-Smirnow
- 1998: Świat życzliwych przyjaciół Franciszka – miś Leopold
- 1998: Kot Ik! –
  - Wendy Elizabeth,
  - Dolores
- 1998–2003: Timon i Pumba –
  - ryba (odc. 2b),
  - mały termit (odc. 11b),
  - Przyjaciółka Lary #1 (odc. 19b),
  - panda (odc. 20a),
  - Pinokio (odc. 39a),
  - mol (odc. 42b),
  - Torgo (odc. 43a),
  - straszna kobieta (odc. 57b),
  - dziewczynka #2 (odc. 57b),
  - nauczycielka (odc. 61a),
  - dziecko (odc. 61a),
  - robak (odc. 62a, 63a),
  - gość #1 (odc. 62a),
  - krowa (odc. 63a),
  - dziewczęta (odc. 65a),
  - babcia #2 (odc. 66a),
  - pracowniczka urzędu zatrudnienia (odc. 69b),
  - Eleonora Duebery (odc. 71b),
  - chłopiec #2 (odc. 74a),
  - głos kobiety z telekomunikacji (odc. 78b),
  - Józio (odc. 79b),
  - chłopiec w restauracji (odc. 82b),
  - dobra strona sumienia Pumby (odc. 83b),
  - Amorek (odc. 84a)
- 1998: Co za kreskówka! –
  - Dexter (odc. 2)
  - Doris (odc. 34)
- 1998: Dink, mały dinozaur – Furkot
- 1998: Jetsonowie (druga wersja dubbingowa) – Elroy Jetson
- 1998–2003: Laboratorium Dextera – Dexter
- 1998: Flintstonowie (trzecia wersja dubbingowa) – Bamm-Bamm Rubble
- 1998: Kucyki i przyjaciele (pierwsza wersja dubbingowa) –
  - Galaktyka,
  - Mała Tidli,
  - Promyczek,
  - Pikuś,
  - Danny,
  - Rika (odc. 1-10),
  - Irysek (odc. 16–19),
  - jedna z Florków (odc. 38-39),
  - Wózek (odc. 45-46)
- 1998–1999: Kacza paczka – Hyzio
- 1998: Latarnia Solusia – Soluś
- 1998–2004: Johnny Bravo – 
  - blondowłosy uczeń (odc. 1a),
  - staruszka oznajmująca o napadzie na bank (odc. 1a),
  - Komputer (odc. 2a),
  - ciocia Jebedisa (odc. 2b),
  - staruszka (odc. 5c),
  - fanka Klopsów (odc. 6b),
  - gruby dzieciak (odc. 8a),
  - kierowca #1 (odc. 9b),
  - klientka sklepiku (odc. 9b),
  - studentka (odc. 9c),
  - Lola (odc. 10b),
  - Tim (odc. 11b),
  - mama Suzy (odc. 11c),
  - Cory Brooks (odc. 12a),
  - kobieta z paralizatorem (odc. 13a),
  - przechodzień (odc. 13a),
  - staruszka (odc. 13a),
  - mama-prosię (odc. 13b),
  - Helga (odc. 17c),
  - pracowniczka więzienia (odc. 18b),
  - jedno z dzieci (odc. 26a),
  - Mona Herschbaum (odc. 26b),
  - czytelniczka (odc. 28c),
  - sprzedawczyni (odc. 64a)
- 1998–2004: Atomówki –
  - babcia,
  - Marianna Smith (odc. 15b, 23b),
  - Mary (odc. 25b)
- 1998: Dwa głupie psy – 
  - uczestniczka teleturnieju (odc. 12c),
  - Buzz (odc. 13c)
- 1998: Patrol Jin Jina
- 1998: Piękna i Bestia. Zaczarowane święta – wróżka
- 1998: Żona przychodzi nocą
- 1998: Wojna z rzeczami
- 1999: Babe: Świnka w mieście – świnka Babe
- 1999: Jaskiniątka – Bamm-Bamm
- 1999: Tarzan – Terk
- 1999: Król sokołów – Katarzyna
- 1999: Jam Łasica – Conchita (odc. 34)
- 1999–2002: Świat według Ludwiczka –
  - Henrietta Sherman,
  - dyrektorka Halloran,
  - pracownica na obozie (odc. 15)
- 2000: Niezwykłe podróże Sindbada Żeglarza (druga wersja dubbingowa) – Hakeem
- 2000: Laboratorium Dextera: Wyprawa w przyszłość –
  - Dexter,
  - Dexter pracuś,
  - Dexter staruszek
- 2000: Miś Yogi i czarodziejski lot Świerkową Gęsią – Bernice
- 2000: Jetsonowie spotykają Flintstonów – 
  - Elroy Jetson,
  - robot-budzik
- 2000: Judy Jetson i Rockersi – Elroy Jetson
- 2000: Mickey: Bajkowe święta –
  - Hyzio,
  - Dyzio
- 2000: Opowieść wigilijna Flintstonów (pierwsza wersja dubbingowa) – Bamm-Bamm Rubble
- 2000–2001: Mike, Lu i Og – Og
- 2000–2003: X-Men: Ewolucja – Destiny / irene Adler
- 2001: Wakacje. Żegnaj szkoło
- 2001–2002: Café Myszka –
  - Pani żółwiowa (odc. 21, 29, 43, 45),
  - jedna z postaci „Mody na luksus” (odc. 25),
  - Atropos (odc. 25),
  - mama Von Drake’a (odc. 26),
  - Świnka Skrzypek (odc. 42)
- 2002: Hitchcock: Ostatnie cięcie – Carol Jones
- 2002: Mała księga dżungli –
  - Louie,
  - babcia Shere Khana (odc. 21a)
- 2002: Nowy Scooby Doo – Pugsley Addams (odc. 3)
- 2002: Icewind Dale II –
  - Starsza Suoma,
  - Soundset
- 2002: Królik Bystrzak dla drugoklasisty: Misja na Ser-io – Królik Bystrzak
- 2002: Królik Bystrzak dla zerówki: Lot do Balonii – Królik Bystrzak
- 2003: Atlantyda. Powrót Milo
- 2003: Złap mnie, jeśli potrafisz
- 2003: Kryptonim: Klan na drzewie – Kalina Krowiasta
- 2003–2004: Legenda Tarzana – Terk
- 2003: Old School: Niezaliczona
- 2003: Kot
- 2004: Zapłata
- 2005–2007: Młodzi Tytani – 
  - Gizmo (serie III–IV),
  - chłopiec z protezą ręki (odc. 5),
  - Staruszka w świecie Modnisia (odc. 33),
  - Jedwabek (odc. 36, 50),
  - głos komputera (odc. 38),
  - matka w serialu (odc. 40),
  - Wiedźma (odc. 41),
  - Chu-hui (odc. 43),
  - dziewczynka (odc. 44),
  - Arella (odc. 46),
  - głos komputera Cyborga (odc. 48),
  - mamcia Oczko (odc. 49),
  - mała dziewczynka (odc. 44)
- 2004: Król lew 3: Hakuna matata – 
  - zwierzęta,
  - żyrafa
- 2004: Przygody Lisa Urwisa – 
  - madame Coulee,
  - gwary
- 2004: Mickey: Bardziej bajkowe święta
- 2004: Opowieści z Kręciołkowa
- 2004: Wygraj randkę
- 2004: Mulan II
- 2005: Kurczak Mały
- 2005: Czerwony Kapturek – prawdziwa historia
- 2005: Barbie i magia pegaza – troll
- 2005: Tarzan 2: Początek legendy – Terk
- 2005: Niania – pani Kuropatwa
- 2005: Mali Einsteini – Łukasz
- 2005: Kubuś i Hefalumpy – mama Hefalumpa
- 2005–2008: Ufolągi – Lamperia (odc. 4a)
- 2006: Sezon na misia – skunksica Róża
- 2006: Skok przez płot – Stella
- 2006: Pajęczyna Charlotty – krowa Bitsy
- 2006–2007: Przygody Timmy’ego –
  - RJ (sezony I–II),
  - Pani Dyrektor (sezony I–II),
  - staruszka (odc. 1a),
  - Zły, łysy dzieciak (odc. 1a),
  - mama Marka (odc. 2a, 14a, 20, 23b),
  - papuga Polly (odc. 3b),
  - wróżka Zosi (odc. 3b),
  - Chad (odc. 4a),
  - bakteria kandydat (odc. 4b),
  - zarazek turystka (grypa żołądkowa) (odc. 4b),
  - mały tata Timmy’ego (jedna kwestia w odc. 5a),
  - mały Bill Gates (odc. 5a),
  - mama Cosma (odc. 5b),
  - Miss Mrokowa (odc. 6a),
  - wróżka kowbojka (odc. 6b),
  - jeden z kolędników (odc. 7),
  - wąsaty chłopiec z Quebecu (odc. 7),
  - urzędnik udzielający ślubu (odc. 8a),
  - krówka szukająca Świata Krówków (odc. 11b),
  - głosy z tłumu (odc. 13a),
  - staruszka (odc. 13a),
  - czarnowłosa fryzjerka (odc. 13b),
  - zadowolona klientka mamy Timmy’ego (odc. 15a),
  - Artur (odc. 15b),
  - wieśniacy (odc. 15b),
  - mama Remiego (odc. 16a),
  - bileterka (odc. 16b),
  - klienci (odc. 16b),
  - Tad (odc. 17a, 20, 24, 26b),
  - głos w grze (odc. 18b),
  - głos w Internecie (odc. 19),
  - mama Weroniki (odc. 19),
  - staruszka / Strażnik z kosmosu w przebraniu (odc. 20),
  - okularnica (odc. 24),
  - jedna z wróżek (odc. 25b),
- 2007: Smocze wzgórze – kucharz #3
- 2007: Shrek Trzeci – Zła Królowa
- 2007: Na fali – Edna Maverick
- 2007: Moi przyjaciele – Tygrys i Kubuś – pani Jeżowa
- 2007: Simpsonowie: Wersja kinowa – Bart Simpson
- 2007: High School Musical 2
- 2007: Don Chichot – Hrabina
- 2007: Koń wodny: Legenda głębin – Gracie
- 2007: Wiedźmin –
  - Vaska,
  - postacie poboczne

## Teatr
- Teatr im. Aleksandra Węgierki w Białymstoku: 1981–1982
- Teatr Studio w Warszawie: 1983–1984
- Teatr Dramatyczny w Warszawie: 1986–1990
- Teatr Syrena w Warszawie: 1990–1996